# Церковь Георгия со Взвоза
Церковь Георгия со Взвоза — приходской православный храм во Пскове в Окольном городе на Георгиевской улице. Относится к Псковской епархии Русской православной церкви. Памятник истории и культуры федерального значения XV—XIX веков. Построен во времена Псковской республики.

## Описание
Церковь сооружена из известняковой плиты, обмазана и побелена. Стены основного объёма имеют трёхлопастные завершения.
Барабан украшен полукруглыми впадинками, бегунцом и поребриком, а также поясом из изразцов (вероятно, печных), на которых различные изображения: «человека с клинообразною бородою и другого без бороды»; мифологического зверя, птицы, барса. Боковые фасады церкви имеют обычные трёхчастные деления. Необычность внутреннего устройства в отсутствии подпружных арок — барабан опирается прямо на коробовые своды. В юго-западном углу храма, на высоте хор, устроена каменная палатка. Подобное же помещение находится в алтаре, над дьяконником. С запада к церкви примыкает невысокий притвор (5 арш. ширины внутри) с крыльцом на скругленных столбах, над которым поставлена двухпролётная звонница. С восточной стороны три апсиды, средняя из которых шире и выше боковых и украшена валиковыми разводами.
Размеры (по Окуличу-Казарину): высота — 15 саж. 2 арш., длина — от входа на паперть до конца большой абсиды 8 саж. 2 арш. 8 вершк., ширина — от севера к югу 5 саж.

## История
Церковь построена в Псковской республике в 1494 году.В 1701 г. по указанию Петра I к древней стене Окольного города присыпана земляная батарея, которая сохранилась поныне; крепостная стена же напротив храма разобрана около 1860 г. В 1786 г. по малолюдству и скудости прихода, приписана к Иоанна Богослова на Мишариной горе церкви, в 1808 г. — к храму Николы со Усохи, а в 1837 г. — отдана Псковской гимназии. В 1825 г. разобран северный придел. В 1831 г. — разобраны южный придел и звонница на южной стороне четверика, новую сложили над крыльцом притвора. В 1862 г. храм вновь стал приписным, и с этих пор начался его упадок: крыша алтаря поросла кустарником, иконостас грозил падением В 1867 г. глава покрыта железом (вместо осинового лемеха), поставлен восьмиконечный крест. В 1879 г. богослужения прекратились, храм затворили. По почину Псковского губернатора М. Б. Прутченко храм обновлен. В 1886 г. передана (на основании указа Псковской духовной консистории от 18 ноября 1885 г.) временно для служб православным латышам, в заведование прибывшему из Рижской епархии свящ. Георгию (Лучебулю). Богослужения отправлялись на двух языках: славянском и латышском. 7 мая 1887 г. для православных эстонцев и латышей при храме открыта церковно-приходская школа, содержавшаяся на средства Святейшего Синода (на 1914 г. обучались 92 ученика обоего пола). В 1898 г. церковь сделана самостоятельною. В 1923 г. 5 октября — принято решение о закрытии церкви. В1960 г. Постановлением Совета Министров РСФСР № 1327 от 30 августа храм взят под охрану государства, как памятник республиканского значения.  В апреле 2009 г. стал приписным к храму Покрова и Рождества от Пролома. Настоятель — отец Владимир (Танцурин). 18 ноября 2011 г. состоялось заседание научно-методического совета при Государственном комитете Псковской области по культуре рассмотрен эскизный проект реставрации разработанный псковским филиалом института «Спецпроектреставрация». В 2016 году храм отреставрирован и в настоящее время является действующим. С февраля 2016 года регулярно проводятся богослужения.
В декабре 2018 года настоятелем храма стал иерей Дионисий Каминский

## Правовое положение
Решением 43-й сессии комитета всемирного наследия ЮНЕСКО 7 июля 2019 года внесён в список всемирного наследия ЮНЕСКО (в списке храмов псковской архитектурной школы).

## Галерея

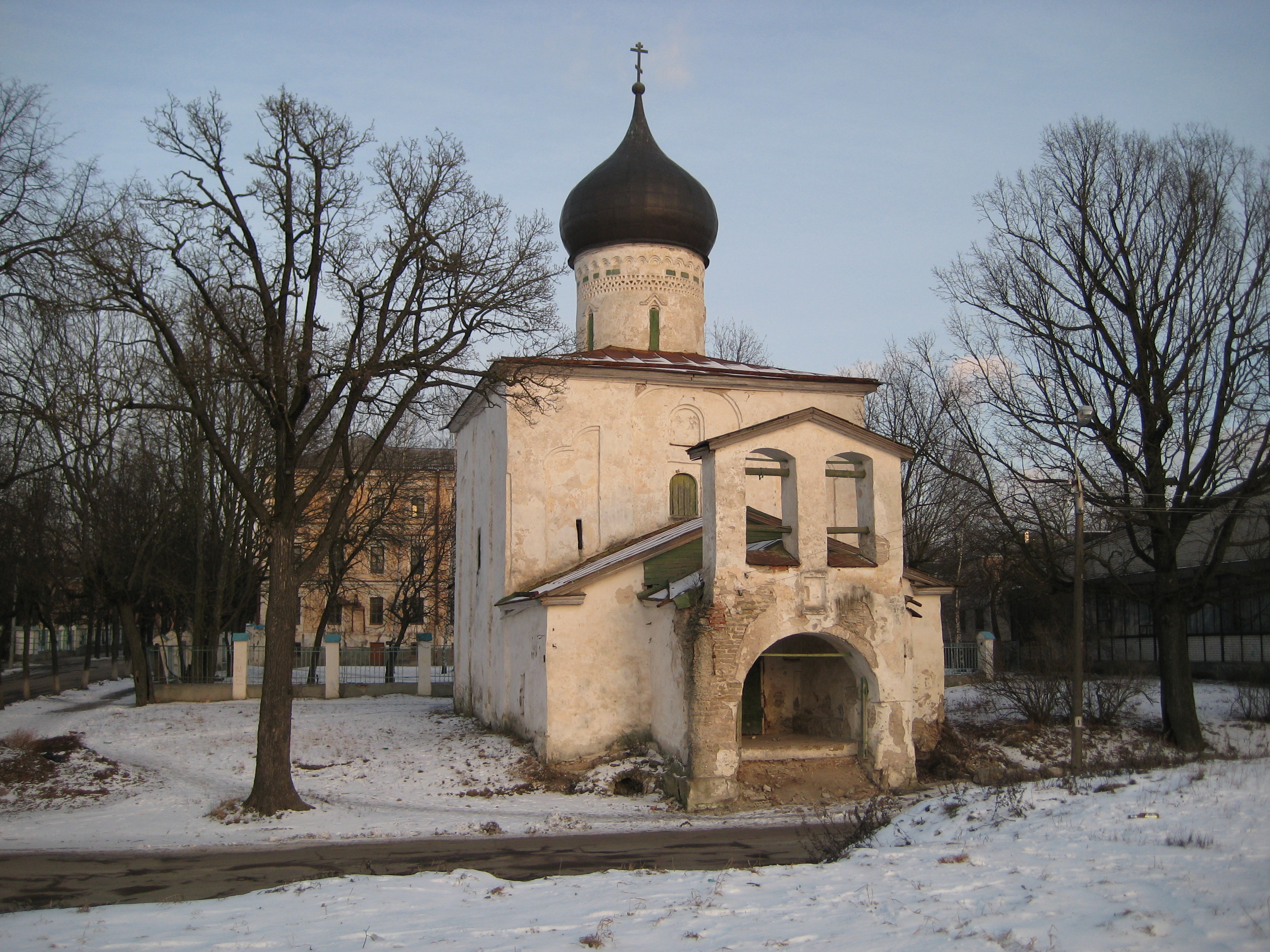
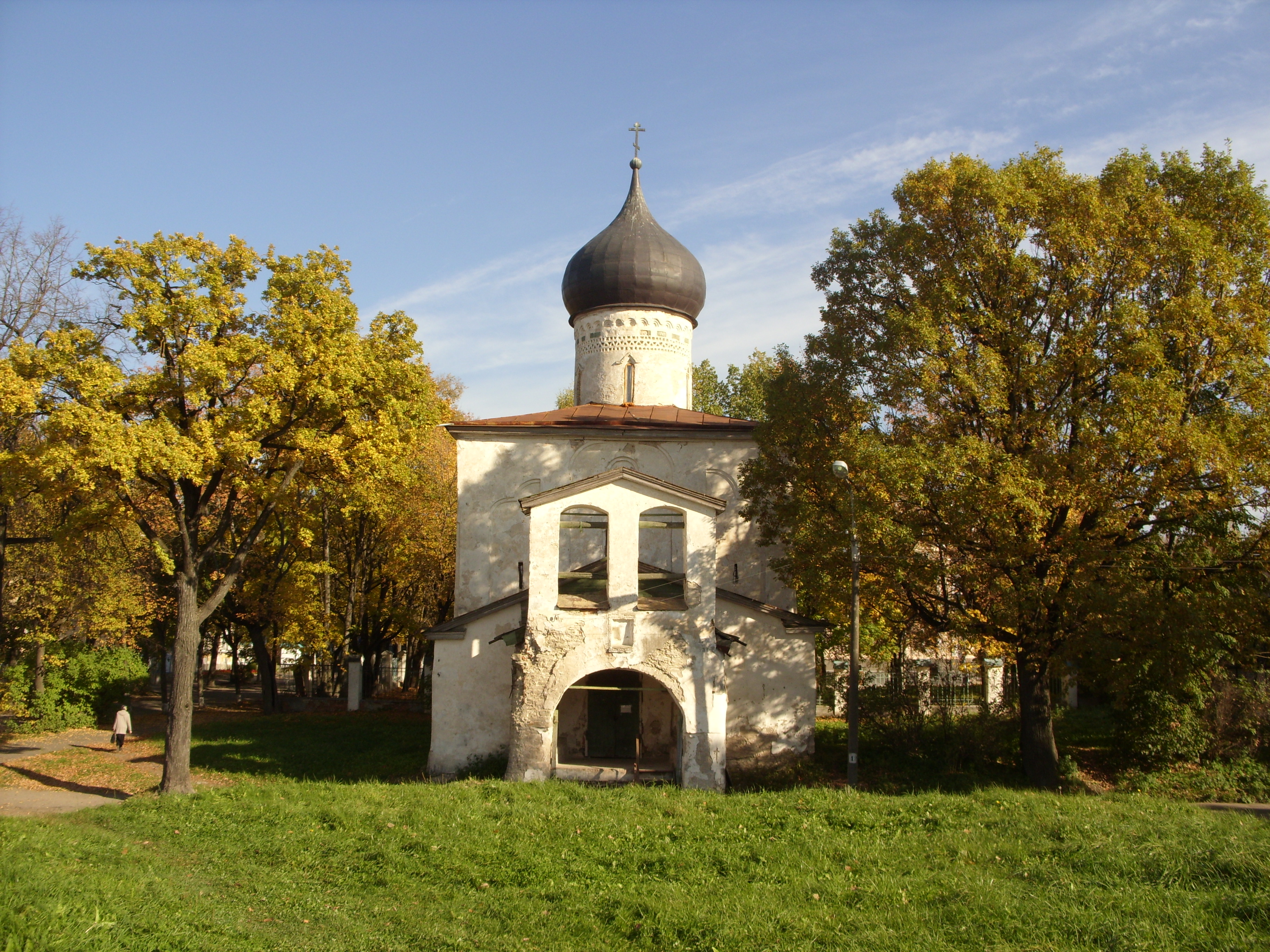
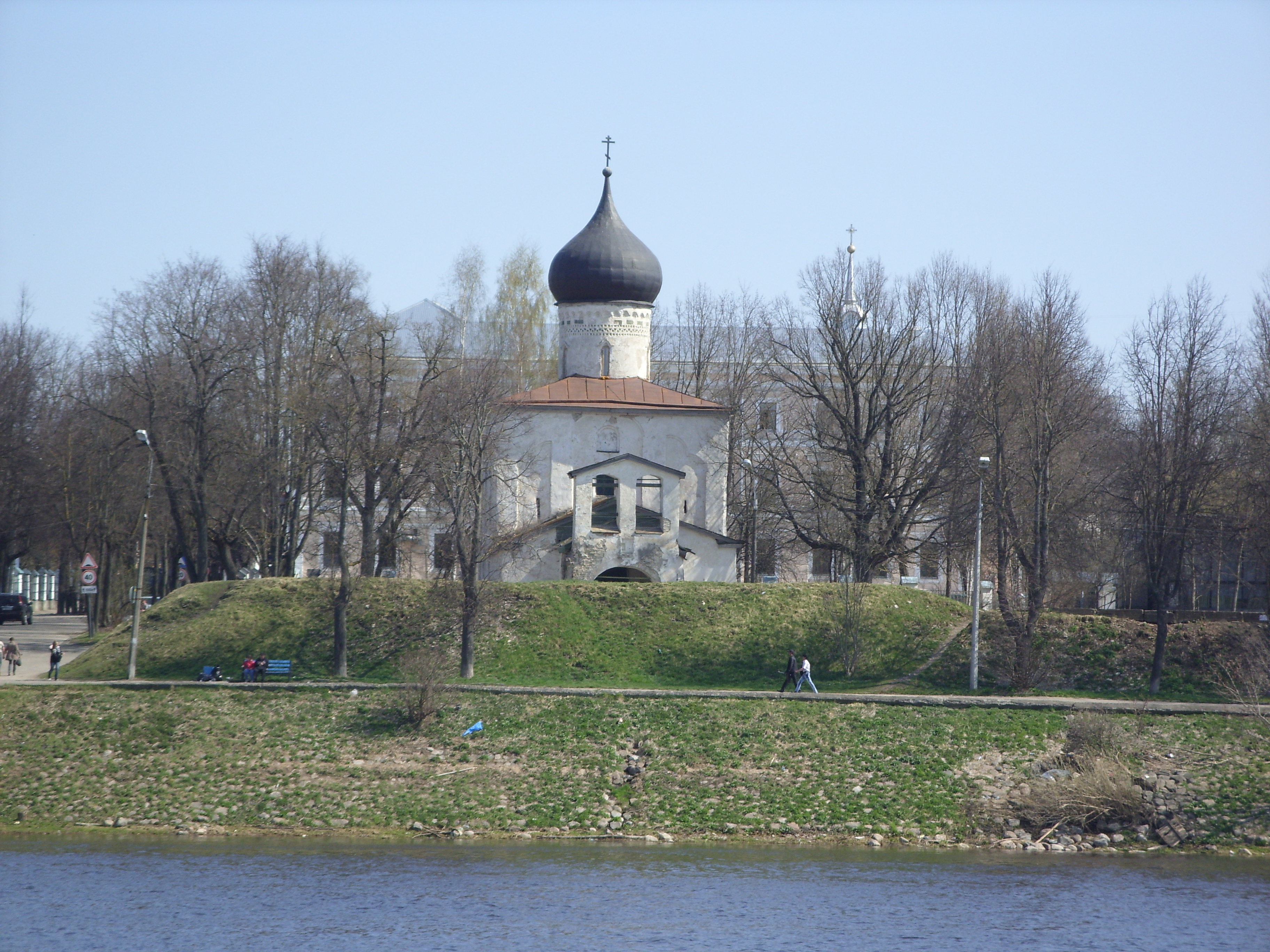
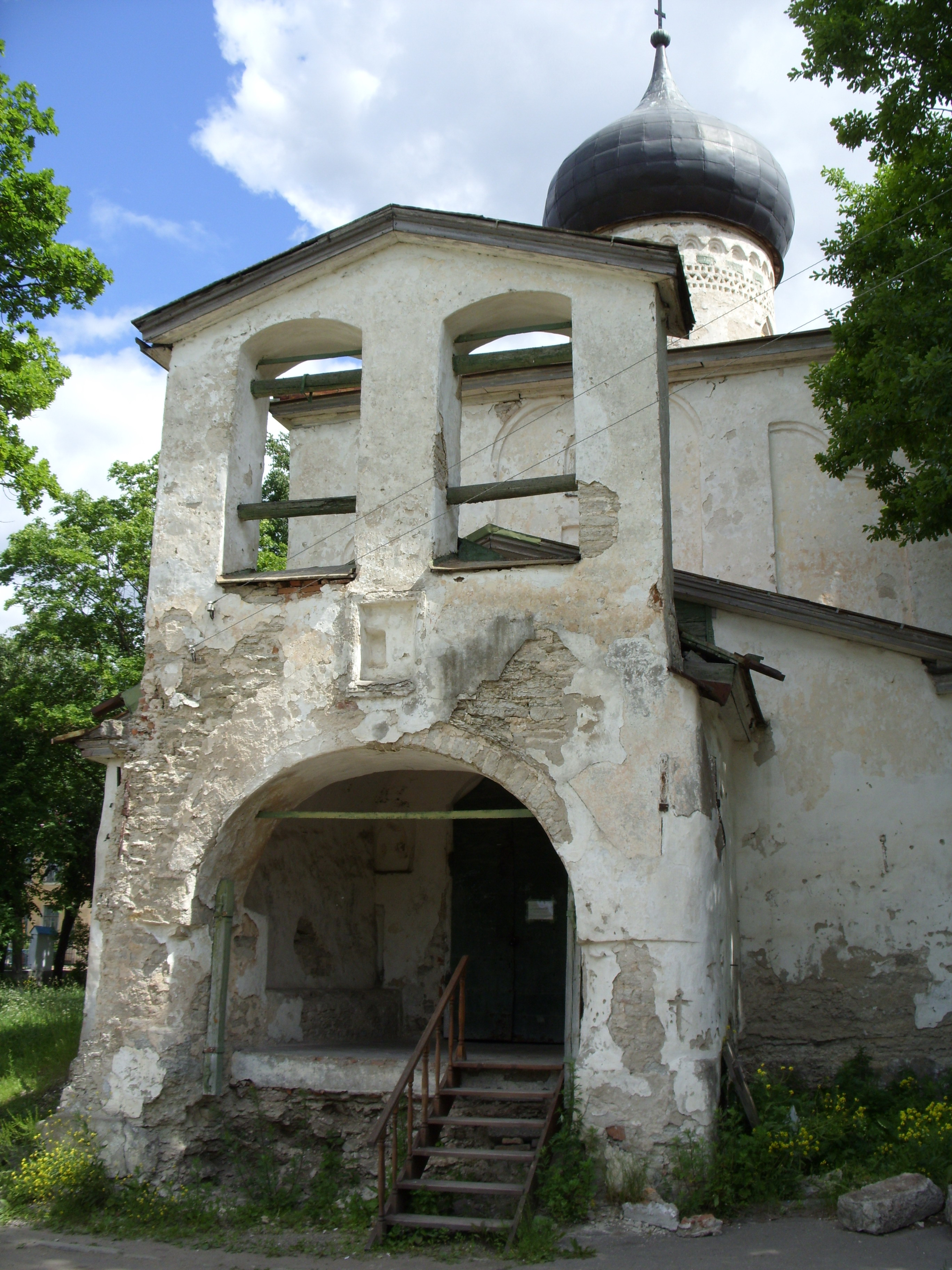
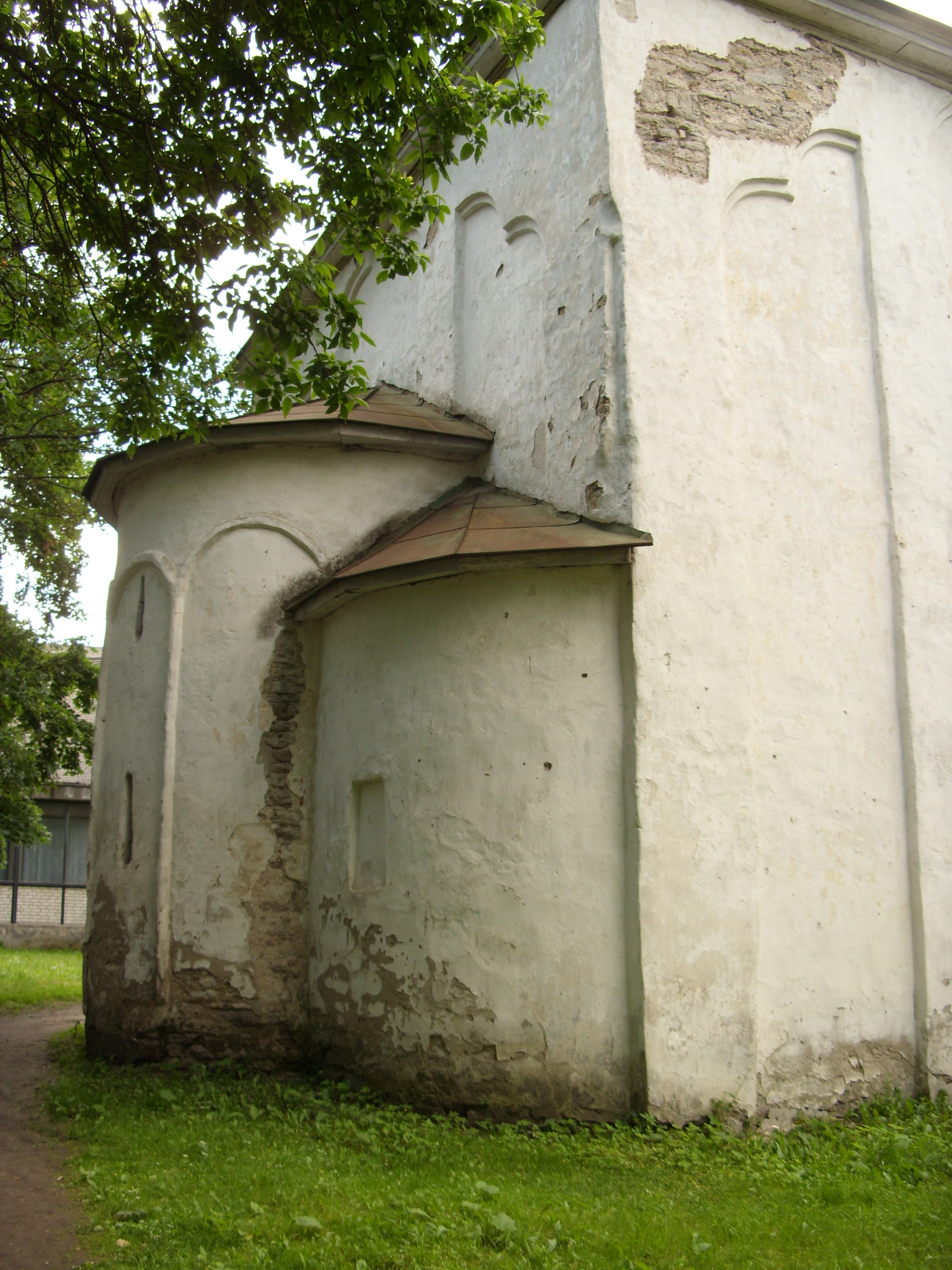
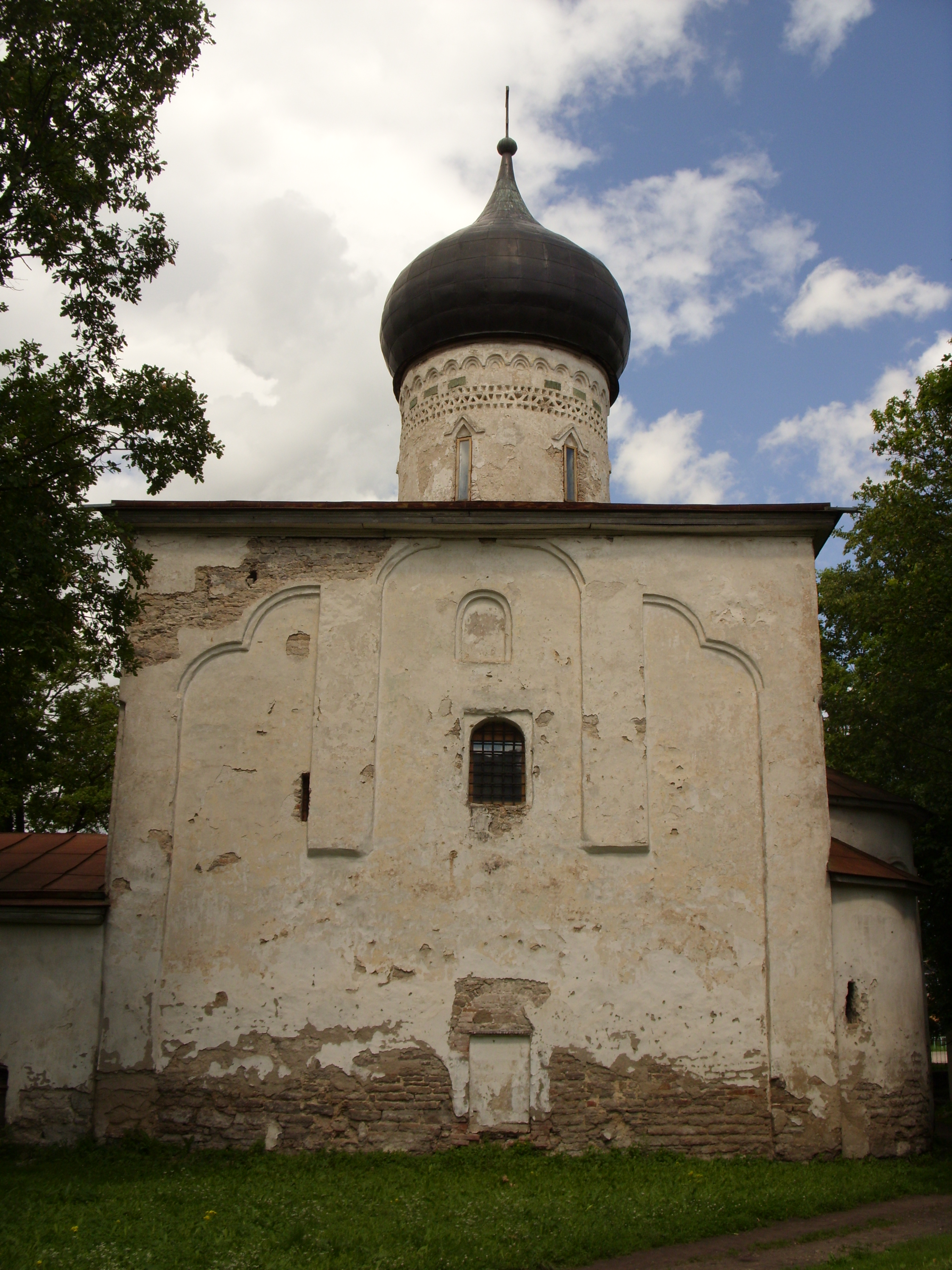